# Grand Prix Formule 1 van Nederland 1951
De Grand Prix van Nederland 1951 was een autorace die werd gehouden op 22 juli 1951 op het Circuit Park Zandvoort in Zandvoort. De wedstrijd werd voor de tweede keer volgens Formule 1-regels gereden maar telde toch niet mee voor het kampioenschap.

## Kwalificatie
| Pos.  | Nr. | Coureur            | Constructeur | Tijd   | Verschil |
| ----- | --- | ------------------ | ------------ | ------ | -------- |
| 1     | 12  | Giuseppe Farina    | Maserati     | 1:52.9 |          |
| 2     | 4   | Louis Chiron       | Talbot-Lago  | 1:54.1 | +1.2     |
| 3     | 14  | André Pilette      | Talbot-Lago  | 1:54.2 | +1.3     |
| 4     | 8   | Philippe Étancelin | Talbot-Lago  | 1:54.3 | +1.4     |
| 5     | 10  | Johnny Claes       | Talbot-Lago  | 1:55.0 | +2.1     |
| 6     | 28  | Stirling Moss      | HWM-Alta     | 1:55.2 | +2.3     |
| 7     | 26  | Rudi Fischer       | Ferrari      | 1:55.4 | +2.5     |
| 8     | 16  | Louis Rosier       | Talbot-Lago  | 1:57.2 | +4.3     |
| 9     | 18  | Pierre Levegh      | Talbot-Lago  | 2:00.5 | +7.6     |
| 10    | 24  | Lance Macklin      | HWM-Alta     | 2:00.7 | +7.8     |
| 11    | 30  | Duncan Hamilton    | Talbot-Lago  | 2:01.0 | +8.1     |
| 12    | 2   | John Heath         | HWM-Alta     | 2:11.5 | +18.6    |
| Bron: |     |                    |              |        |          |

## Wedstrijd
| Pos.  | Nr. | Coureur            | Constructeur | Rondes | Tijd / Oorzaak uitval | Grid |
| ----- | --- | ------------------ | ------------ | ------ | --------------------- | ---- |
| 1     | 18  | Louis Rosier       | Talbot-Lago  | 90     | 2:59:19.4             | 8    |
| 2     | 8   | Philippe Étancelin | Talbot-Lago  | 89     | +1 ronde              | 4    |
| 3     | 28  | Stirling Moss      | HWM-Alta     | 89     | +1 ronde              | 6    |
| 4     | 26  | Rudi Fischer       | Ferrari      | 88     | +2 rondes             | 7    |
| 5     | 30  | Duncan Hamilton    | Talbot-Lago  | 86     | +4 rondes             | 11   |
| 6     | 24  | Lance Macklin      | HWM-Alta     | 84     | Benzine op            | 10   |
| 7     | 14  | André Pilette      | Talbot-Lago  | 84     | Ongeluk               | 3    |
| 8     | 2   | John Heath         | HWM-Alta     | 82     | +8 rondes             | 12   |
| DNF   | 10  | Johnny Claes       | Talbot-Lago  | 61     | Kleppen               | 5    |
| DNF   | 12  | Giuseppe Farina    | Maserati     | 46     | Olieleiding           | 1    |
| DNF   | 4   | Louis Chiron       | Talbot-Lago  | 41     | Remmen                | 2    |
| DNF   | 18  | Pierre Levegh      | Talbot-Lago  | 37     | Kleppen               | 9    |
| Bron: |     |                    |              |        |                       |      |

1948 · 1949 · 1950 · 1951 · 1952 · 1953 · 1955 · 1958 · 1959 · 1960 · 1961 · 1962 · 1963 · 1964 · 1965 · 1966 · 1967 · 1968 · 1969 · 1970 · 1971 · 1973 · 1974 · 1975 · 1976 · 1977 · 1978 · 1979 · 1980 · 1981 · 1982 · 1983 · 1984 · 1985 · 2020 · 2021 · 2022 · 2023 · 2024 · 2025  · 2026